# パノラマエクスプレスアルプス
パノラマエクスプレスアルプス（英語: Panorama Express Alps）は、日本国有鉄道（国鉄）・東日本旅客鉄道（JR東日本）が1986年から2001年まで保有していた展望車のあるジョイフルトレインである。

## 概要
国鉄東京西鉄道管理局（西局）のメイン路線である中央本線とその先にある大糸線では、雄大な山岳風景を楽しむことが可能であり、さえぎるもののない前面展望は大きなセールスポイントになるものと考えられた。そこで自然を車窓から楽しめるように「展望」をテーマとした車両を大井工場（現在：東京総合車両センター）と共同開発することとなり、1986年6月に設計開始し10月に改造に着手、翌1987年3月に運行を開始した。改造費用は3億4,000万円。
2001年に富士急行に売却され、特急用車両（2000系「フジサン特急」）として使用。2016年2月7日まで運用された後、廃車となった。

## 車両
いずれの車両も165系からの改造で、非貫通先頭車がクロ165形、貫通形先頭車がクモロ165形、中間車はモロ164形800番台である。新宿寄りの3両（1号車 - 3号車）については方向転換を行い、6両編成の際には両側が展望車となるようにした。全車両がグリーン車となった。

### 編成[3]
|                                            | ← 新宿松本 →                    |             |               |               |             |                                 |
| 号車番号                                   | 1                               | 2           | 3             | 4             | 5           | 6                               |
| 車両番号                                   | クロ165-4                       | モロ164-804 | クモロ165-4   | クモロ165-3   | モロ164-803 | クロ165-3                       |
| 旧番号                                     | クハ165-148                     | モハ164-846 | クモハ165-123 | クモハ165-127 | モハ164-850 | クハ165-192                     |
| 定員                                       | 20                              | 32          | 36            | 36            | 32          | 20                              |
| 車内                                       | 展望室（12人） ラウンジ（13人） | 個室（6人） |               |               | 個室（6人） | 展望室（12人） ラウンジ（13人） |
| 定員には展望室・ラウンジ・個室は含まない。 |                                 |             |               |               |             |                                 |

### コンセプト
それまでのジョイフルトレインでは、主に団体専用列車に使用することを前提していたが、本車両では個人利用者向けの臨時列車としての運用も多く設定することになった。このため、団体専用列車・個人利用者向けの臨時列車のいずれにも使用可能な仕様とすることになった。
また、本車両では和風・欧風という限定されたジャンルではなく、あくまで車窓を楽しむための「展望電車」というテーマを強調し、利用者の年代層に関わらず親しめる車両とすることを目標とした。

### デザイン
車体の外装は、雪をイメージさせる白（クリーム10号）をベースカラーとし、サンシャインイエローとサミットオレンジ（いずれも国鉄制定色外）の帯を車体腰部分に配した。これは、アルプスの山々が朝日に照らされオレンジ色に映える光景（モルゲンロート）をイメージしたものである。展望室直後の運転席側では順序を逆転させるとともに帯を斜め上方向に上げることで、躍動感を狙った。これは、東京西鉄道管理局の「西」をイメージしたものである。車掌台側では帯の上下を反転させている。

### 改造内容
共通の改造内容としては、通路にはダウンライトを設置し、照明は間接照明とした。各車両には40インチの大型テレビモニターとレーザーカラオケ機器を設置した。
走行機器は基本的に種車の165系のままであるが、183系と連結が可能なように低圧制御回路用KE70形ジャンパ連結器の増設・ブレーキ増圧・車端ダンパーと車種切り替えスイッチ追設も施工されたものの、実際に連結されたことはなかった。
クロ165形については改造内容が多岐にわたることから種車の車体を使用せず新たな車体を製作して載せ替えており、車体の断面形状が他の2形式と若干異なる。
このほかにも積雪地の運行に対応した耐雪ブレーキや、信越本線横川 - 軽井沢間の通過対策（横軽対策）についても施工された。
1998年には展望室サンルーフ閉鎖・補助電源のSIV化・トイレの汚物処理システムのカセット式から循環式への変更といった小改造が行われた。

#### 展望室
本車両において最大の特徴は、前面展望車両となったことである。それまでにも乗務員室後方からの展望を考慮した車両は存在したが、乗務員よりも前方に客席がある車両は国鉄では初めてである。
| 展望室天井四角部分はサンルーフ跡富士急行譲渡後に撮影   |  | ラウンジ富士急行譲渡後に撮影  |
| 展望室 天井四角部分はサンルーフ跡 富士急行譲渡後に撮影 |  | ラウンジ 富士急行譲渡後に撮影 |

展望室の窓は曲面の合わせガラスを使用し、ピラーは前方風景を見るのに支障の無いよう極力細くした。また、積雪地域への運用もあることから大型ワイパーとデフロスタ（くもり取り装置）を備えた。展望室の座席は前方向きに固定され、後方からも視界が確保させるように背もたれを低くした。
国鉄では初の車両構造となったが、これは展望室後部に半室の乗務員室を設置し、その高さを大きく引き上げる方法を採用した。運転時間や設置機器の関係から、完全な2階建て構造にはなっていない。助士席に相当する箇所は通路となっており、乗務員扉と車掌用機器については通常はカバーをかけている。また、展望室最前部には衝突事故の可能性を考慮し、油圧式のダンパーを2基設けている。ダンパー間には展望室の換気用送風機を設置した。冷房装置は屋根上のスペースの関係でAU71D形集中式冷房装置に変更した（展望車両以外は種車の冷房装置をそのまま使用）。
車両先頭の中央にはテレビカメラを設置しており、運転席から死角となる部分の確認用だが、乗客用に前方風景を各車両に設置されたモニタに映し出すことが可能である。

#### ラウンジ
展望車両の展望室後方にはラウンジを設けた。これは、運転台の直後からは前面展望を楽しむことができないため、側面窓からの風景を楽しむために設けられたもので、電車の窓としては当時最大級の幅1.7メートル・高さ1.05メートルの大窓を2つ設け、ソファーを窓に向けた配置とした。また、ソファーと反対側の窓下にはミニテーブルとスタッキングチェアを配したが、この箇所はフリースペースとしても使用可能である。

#### 客室
| 客室富士急行譲渡後に撮影  |  | 個室富士急行譲渡後に撮影  |
| 客室 富士急行譲渡後に撮影 |  | 個室 富士急行譲渡後に撮影 |

客室中央に500ミリ幅の通路を確保し、座席部分は床の高さを170ミリ高くした上で、収納可能な簡易レッグレスト付2人掛けリクライニングシートを1350ミリのシートピッチで配置した。リクライニング傾斜角度は最大50度となっている。なお、座席は15度だけ窓側に向けることが可能で、通路側からも車窓を楽しめるように配慮している。
側面窓ははめ殺しの固定窓に改造した上で高さを100ミリ拡大した。

#### 個室
モロ164形のパンタグラフ下には6人用の個室を設置した。この個室は添乗員室や気分転換などに使用する多目的室という位置付けである。室内はヒータと扇風機が設置されているが冷房はない。

## 運用

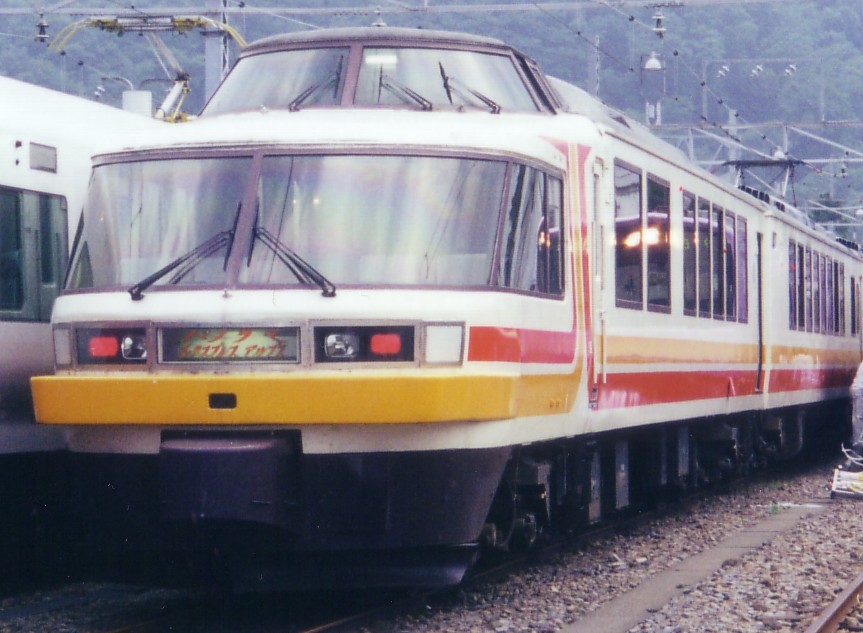
展望室のサンルーフが閉鎖された末期のパノラマエクスプレスアルプス。

改造落成後は三鷹電車区（現在：三鷹車両センター）に配置され、原宿駅宮廷ホームでの展示を経て1987年3月より営業運行を開始、団体専用列車を中心に運用された。
営業開始直後の1987年3月31日から4月1日にかけて日本テレビ特番「さよなら国鉄スペシャル」にて団体専用列車として運行され、原田知世が車内から歌唱するシーンなどが生放送された。
1990年7月22日には「三鷹車掌区開設20周年記念号」として、三鷹 - 高崎間を武蔵野線経由で、165系改造車両「なのはな」を中間に挟んだ、12両編成で運転された。
また、1993年に山梨県の観光キャンペーン「しんせん・やまなし号」が行われた際には、期間中3か月の土曜日・休日に急行「しんせん・やまなし号」として、田町電車区（現在：田町車両センター）所属の167系「メルヘン車」4両を中間に組み込んだ10両編成で、メルヘン車は普通車自由席、パノラマエクスプレスアルプスはグリーン車指定席で松本まで運転された。その際、メルヘン車もパノラマエクスプレスアルプスと同様の塗装に変更。
1997年9月30日の運転では、この日で廃止となる信越本線横川 - 軽井沢間を当日に通過した唯一のジョイフルトレイン（列車番号9307M）となった。
2000年には、日本テレビ『第20回全国高等学校クイズ選手権』（『高校生クイズ2000』）にて「特Qファイヤー号」（団体専用列車）として運行された。

## 富士急行譲渡後
- 老朽化のため2001年9月2日にJR東日本での運用を終了した[12][13]後、9月に富士急行に譲渡され、2000系に形式変更[14]。譲渡時に2001号・2002号の3両編成として分割され、富士山のキャラクターを配置した外部塗装へ大きく変更[15]。車内では灰皿や冷水器など一部設備の撤去が行われた[15]。また2001号編成はシングルアームパンタグラフに換装した。

- 運用面では2002年の年始臨時列車で投入開始、2月28日より「フジサン特急」として定期運用を開始した[15]。

- 2013年10月に20000形RSE車1編成7両が譲渡の上で3両編成への短縮改造を施工し、2014年夏より本形式を置換える計画が発表されたことから[16]、11月30日から2002号編成の塗装を「パノラマエクスプレスアルプス」色へ復元しリバイバル運転を開始した[17]。同編成は2014年2月9日のありがとうイベントで運用終了の予定が、記録的な大雪により中止となった[18]。このため、同編成を使った最終イベントは2013年11月30日に開催された富士急電車まつりとなったことから、2014年5月18日に記念グッズ販売会が開催された[19]。

- 一方の2001号編成も2015年度中に371系への置換えを発表[20]。同編成は2016年2月7日に開催した富士山駅での運転台見学と記念グッズ販売会[21]を含むラストランイベントで運用を終了した[22]。

| 2001号編成 |  | 2002号編成 |  | 2002号編成「パノラマエクスプレスアルプス」リバイバルカラー |
| 2001号編成 |  | 2002号編成 |  | 2002号編成「パノラマエクスプレスアルプス」リバイバルカラー |